# Yaimé Pérez
Yaimé Pérez Téllez (Songo-La Maya, Santiago de Cuba, Cuba; 29 de mayo de 1991) es una atleta de nacionalidad cubana. Su especialidad es el lanzamiento de disco y durante su carrera deportiva ha logrado un título mundial, una medalla de oro en Juegos Panamericanos, dos Trofeos de diamante, un triunfo en la copa continental y una medalla de oro en los Juegos Centroamericanos y del Caribe. Además tiene dos participaciones en Juegos Olímpicos.
El 26 de julio de 2022 abandonó a la delegación estatal cubana que había participado en el Mundial de Atletismo de Oregon. Para Cuba, el mundial fue la peor participación de su historia al irse sin medallas.￼

## Trayectoria deportiva
El año 2010 Pérez participó en el campeonato mundial para menores de 20 años celebrado en Moncton y conquistó la medalla de oro con un registro de 56,01 m. Ya en categoría sénior, el año 2012 acudió al iberoamericano de atletismo  de Barquisimeto donde fue cuarta (56,93 m), y también se estrenó en los Juegos Olímpicos donde no pasó de la ronda preliminar. El 2013 tomó parte del campeonato mundial de Moscú y ocupó la undécima posición de la final (62,39 m).
En la temporada del 2014 fue quinta en la copa continental de Marrakech (59,38 m), y se adjudicó la medalla de plata de los Juegos Centroamericanos y del Caribe de Veracruz con un registro de 62,42 m. En esta oportunidad su compatriota Denia Caballero fue primera, una atleta con quien compartiría la representación cubana en la prueba en varias competiciones por delante. 
El 2015 obtuvo su primer triunfo en la Liga de Diamante en la reunión de Lausana con un tiro de 67,13 m. Posteriormente ganó la medalla de plata en los Juegos Panamericanos de Toronto (64,99 m), con Caballero como triunfadora. Además fue cuarta en la final del campeonato del mundo de Pekín (65,46 m). El 2016 asistió a sus segundos Juegos Olímpicos, y pese a que tuvo el mejor desempeño de la ronda previa (65,38 m) no logró ninguna marca en la final.
El 2017 se adjudicó otro triunfo en la Liga de Diamante, esta vez en Estocolmo con un registro de 67,92 m. Posteriormente, en la reunión de Sotteville-lès-Rouen, lanzó el disco a 69,19 m. Con este antecedente se trasladó al campeonato mundial de Londres donde fue nuevamente cuarta con una marca de 64,82 m.
El 2018 fue su primera temporada exitosa. En los Juegos Centroamericanos y del Caribe de Barranquilla se colgó la medalla de oro con un tiro de 66 m, nueva marca del certamen y en la que superó a su compañera Caballero, con medalla de plata. Después compitió en el Campeonato Nacac donde se adjudicó el primer puesto con un lanzamiento de 61,97 m, y principalmente en la final de la Liga de Diamante en Bruselas, en la que se llevó su primer Trofeo de diamante como ganadora absoluta de la prueba con un registro de 65 m. Días después viajó a Ostrava para la copa continental y se llevó el primer puesto con una marca de 65,30 m por delante de la croata Sandra Perković, figura estelar de la prueba.

### Título continental y mundial
Pérez llegó a la cima del lanzamiento de disco en el 2019. En Liga de Diamante, y tras un segundo puesto en Estocolmo con un registro de 65,09 m, logró el primer puesto en Rabat (68,28 m), y en la reunión de Sotteville-lès-Rouen alcanzó los 69,39 m lo que se convirtió en la mejor marca del año y nuevo récord personal. Así se presentó a sus segundos Juegos Panamericanos, realizados en Lima, donde conquistó la medalla dorada justo en el último lanzamiento con un tiro de 66,58 m para superar a la brasileña Andressa de Morais quien se había mantenido el primer puesto con una marca de 65,98 m en su segundo turno. Posteriormente se adjudicó el primer puesto en Birmingham (64,87 m), aunque en París cayó a la novena posición (60,96 m). Ya en la final de la competición en Bruselas, se hizo de su segundo Trofeo de diamante con una marca de 68,27 m. De esta manera —como campeona panamericana, ganadora de la liga, y ostentando la mejor marca de la temporada— Pérez era la favorita para el campeonato mundial de Doha, en el que tenía como principal rival a su compatriota Denia Caballero, quien también había sido protagonista de la prueba en el año.
En efecto, y tras superar una lesión que pocos días atrás había sufrido, se alzó con el título mundial con una marca de 69,17 m en el quinto intento, dejando a su compatriota Caballero en el segundo puesto con un tiro de 68,44 m, mientras que Sandra Perković fue tercera (66,72 m). No sucedía desde la edición de 1987 que dos lanzadoras de la misma nacionalidad ocuparan los dos primeros lugares; de hecho, ambas acapararon ocho de las diez mejores marcas de todo el año.

## Marcas personales
| Prueba               | Marca   | Lugar                      | Fecha      |
| -------------------- | ------- | -------------------------- | ---------- |
| Lanzamiento de disco | 69,39 m | Sotteville-lès-Rouen (FRA) | 16/07/2019 |